# Holism
Holism (av grekiska holos, 'hel; odelad') är i allmän bemärkelse ett filosofiskt betraktelsesätt att helheten är större än summan av delarna och att ingenting kan beskrivas enskilt utan sammanhang. Motsatsen till holism är reduktionism, atomism och metodologisk individualism. Holism är också ett centralt begrepp för helhetstänkande inom andlighet, natur– och alternativforskning och politisk ideologi syftande till en helhetssyn. Benämningen lanserades på 1920-talet av den sydafrikanske filosofen och politikern Jan Smuts.  

## Socialforskning
Inom samhälls- och humanvetenskaperna innebär holism teorin att det existerar helheter som inte kan förklaras enbart utifrån de individer som ingår i helheten. Enklare uttryckt kan till exempel ett politiskt parti inte enbart beskrivas som själva sammanslutningen av sina medlemmar. Till exempel utövar partiets medlemmar ett inflytande på varandra och inte bara på sig själva. Att studera samhället från ett holistiskt perspektiv innebär att man använder en annan metod än vid ett individualistiskt perspektiv. Man beskriver exempelvis inte förlopp och grupper utifrån individerna bakom dem.
Tanken är också en stomme i socialpsykologin, modern medicin m.m. 

## Vetenskapsteori
Inom kunskapsteorin och vetenskapsteorin betecknar holism uppfattningen att kunskap är ett komplicerat system som skapats genom historien eller under livet, varför tron på absoluta sanningar avvisas. Det är en grundtanke inom idéhistorisk vetenskap och motsats till fundamentalismens grundtanke. Det föreligger ingen motsättning mellan att vara holistisk i sin vetenskapssyn och förespråka individualism i politiskt avseende.
I moderna vetenskaper som ekologi och kaosforskning är helhetssystemens samband grundläggande, där även en liten förändring anses kunna påtagligt påverka helheten. Fjärilseffekten är ett känt exempel på detta.

## Andlighet
Inom såväl klassisk andlighet som nyandlighet är holism ofta ett centralt begrepp och grunden för hela existenssynen med världsalltet som en sammanhängande helhet, där allt har sin funktion och speciella plats och där även det minsta samtidigt har helheten inom sig. Även inom alternativmedicin och psykosomatiska hälsobegrepp utgör holism en grund för friskvård och sjukdomsförståelse baserad på obalanstillstånd hos individen som kropp–känsla–tanke–själ i ett helhetssystem.

## Politisk filosofi
Begreppet holism har även överförts till politisk filosofi. Det ingår i grön ideologi med partiet Enhet som exempel.
Se även organismtanken och korporativism för ytterligare tillämpningar.